# Vrbova
Vrbova (abgeleitet von Vrba, deutsch Weidenbaum) ist ein Dorf im Gebiet Slawonien in Kroatien. Vrbova gehört zur Gemeinde Staro Petrovo Selo.

## Geschichte
Vrbova ist aus den Dörfern Gornja Vrbova („Obere Vrbova“) und Donja Vrbova („Untere Vrbova“) entstanden.
Gornja Vrbova ist ein alter mittelalterlicher Adelssitz am südlichen Hang des Požega-Massivs (Požeška Gora). Ihre Bastei und die Kirche Sv. Đurđa werden schon im Jahre 1275 in der Schenkungsurkunde der Königin Elizabeth genannt. Die Kirche blieb auch während der türkischen Herrschaft erhalten.
Zur gleichen Zeit befand sich auf dem Gebiet des heutigen Ortes das Dorf Donja Vrbova. Dieses Dorf und seine Kirche „Allerheiligen“ wurden durch die Türken während ihrer Herrschaft zerstört.
Später wurde das Dorf unter verschiedenen Namen erwähnt – Vrba, Vrbua, Orboua. Im Jahr 1520 wurde Vrbova als Marktort erwähnt.
Nach kaiserlicher Verfügung im Jahre 1765 wurde des Dorfes Gornja Vrbova in das Gebiet Dornja Vrbova an der Hauptstraße verlegt. Es entstand das neue Dorf – Vrbova.

## Kirche Allerheiligen
Im Jahr 1775 ist auch die Kirche „Allerheiligen“ erbaut worden die jedoch, wegen ihrer schlechten Bauweise, 1802 durch einen Neubau ersetzt wurde, die St. Jurja (Đurđu) (Heiliger Georg) gewidmet ist.
Die Kirche besitzt den Hauptaltar St. Jurja der aus dem Jahr 1821 stammt und außerdem den Allerheiligen Altar aus dem Jahr 1864. Durch diesen Altar ist 1963 der Wunsch entstanden, die Pfarrei Allerheiligen in Donje Vrbove fortzuführen.

## Einrichtungen
Die erste Schule wurde 1830 eröffnet, das Schulhaus 1881 fertiggestellt. Eine neue modernere Schule wurde 2002 eröffnet.
Außerdem besitzt das Dorf die Freiwillige Feuerwehr DVD Vrbova und den Fußballverein NK Omladinac Vrbova.

## Sehenswertes
Sehenswert ist der historische Brunnen Markovac mit einer Gedenktafel, die zum Anlass der Durchfahrt des Kaisers Joseph II. (1768) errichtet wurde:

“EX PUTEO HOC AQUAS SI VIS GUSTARE VIATOR GUSTA,

SECUNDUS QUAS BIBIT JOSEPHUS IMPERATOR.”

„Wenn du, Reisender, den Durst willst stillen,
trinke aus diesem Brunnen und sättige dich,
aus dem Joseph der Zweite, der römische Kaiser trank,
als er erhobenen Hauptes durch Slawonien zog.“